# Henrik Strindberg (präst)
Henrik Strindberg, född 20 september 1708 i Multrå socken, död 22 februari 1767 i Sundsjö socken, var en svensk präst.
Henrik Strindberg var son till bonden och kyrkvärden Henrik Henriksson. Han gick i skola i Härnösand, blev student vid Uppsala universitet 1733 och prästvigdes 1737. Efter ett par års konditioner i och omkring Stockholm, då han för sitt uppehälle även arbetade hos en garvare, återvände han till Multrå socken 1739. Efter två år utan tjänst blev han vice kaplan i Sundsjö socken i Jämtland 1741 och komminister där 1745. Han köpte ett torp i Torsäng och försökte förbättra sin ekonomi som byskomakare. 1763 lyckades han efter trägna självstudier avlägga pastoralexamen, men var då för gammal och sliten för att kunna konkurrera om något pastorat. Sina barn gav han en förhållandevis god skolunderbyggnad. Han var far till Henrik Strimberg.